# 京 (スーパーコンピュータ)

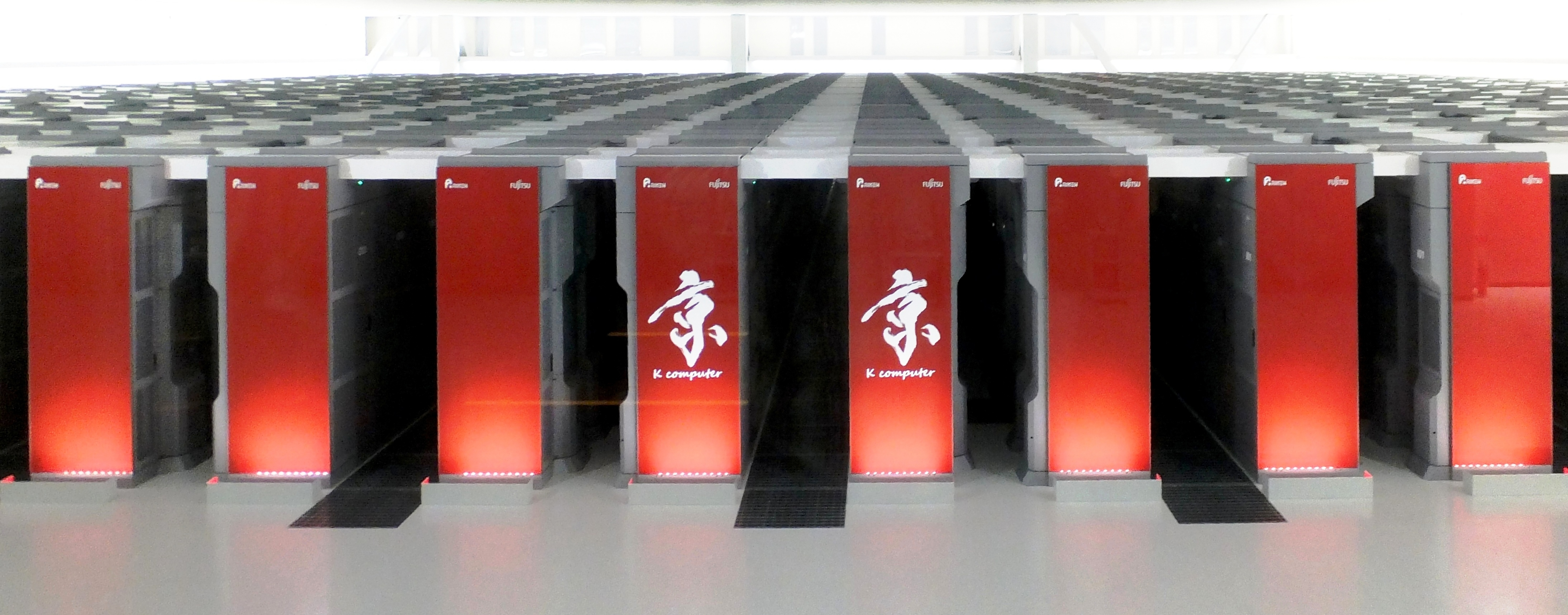
「京」の外観

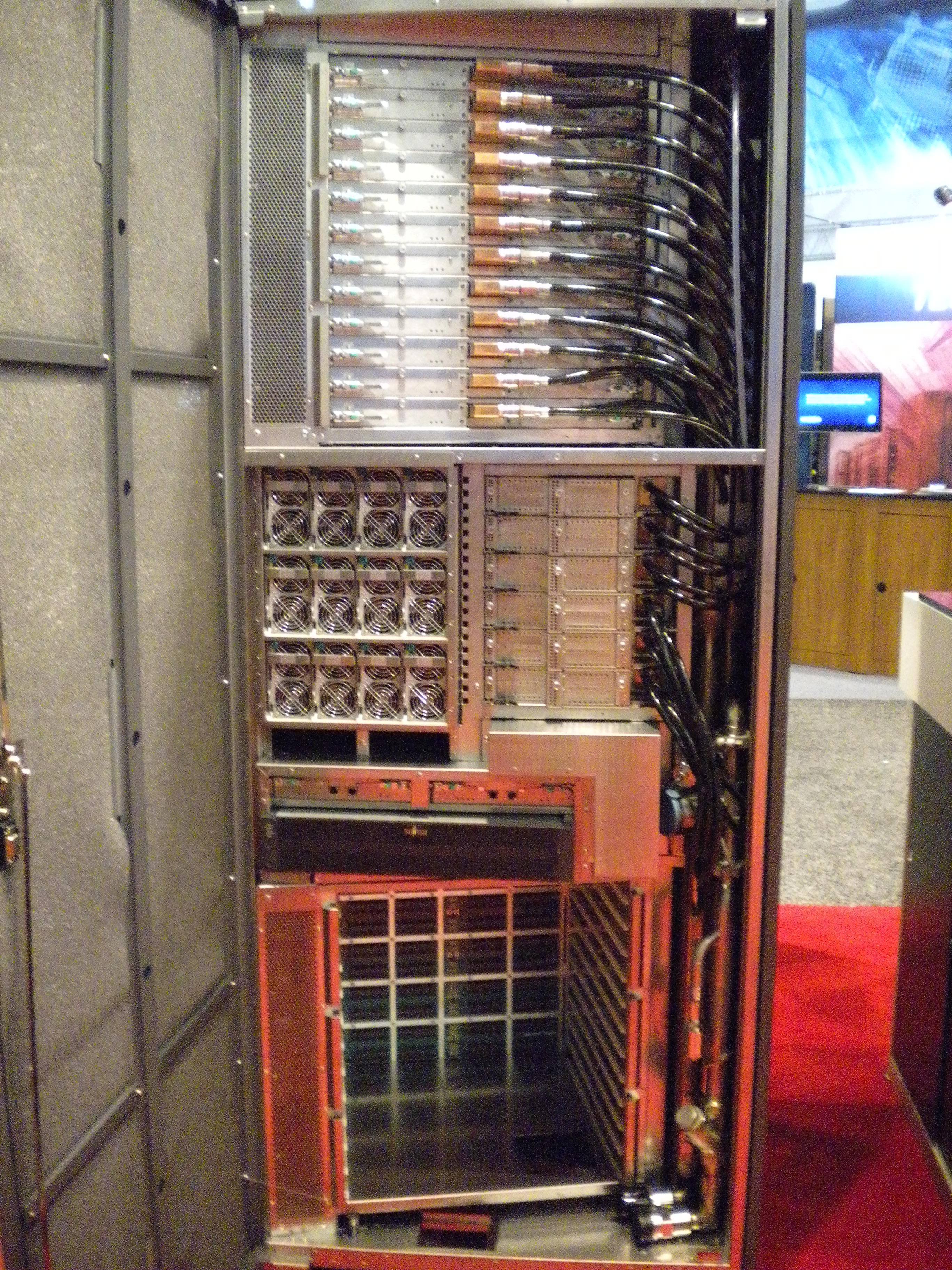
「京」の1筐体の内部

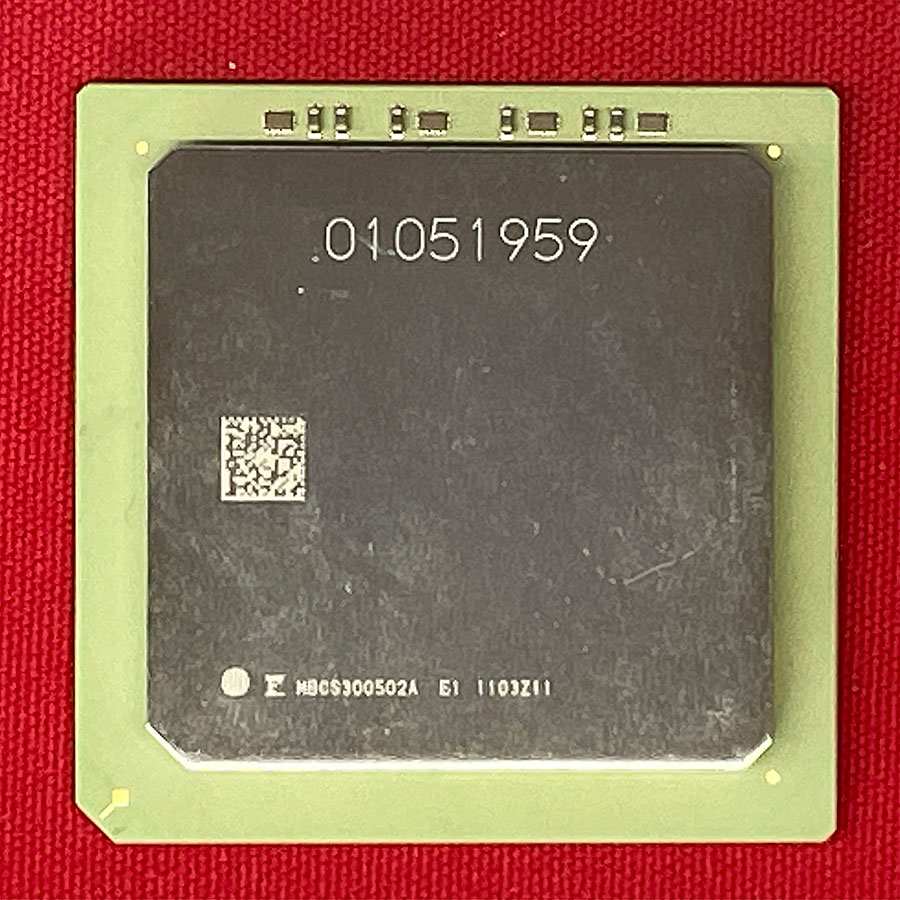
「京」で使用されていたマイクロプロセッサ（大阪市立科学館にて撮影）

京（けい、英: K computer）は、兵庫県神戸市の理化学研究所計算科学研究機構に設置、運用されていたスーパーコンピュータの名称（愛称）である。従来は「次世代スーパーコンピュータ」、「汎用京速計算機」、「京速」などと呼ばれていた。文部科学省の次世代スーパーコンピュータ計画の一環として、理化学研究所と富士通が共同開発した。「京」は、浮動小数点数演算を1秒あたり1京回おこなう処理能力（10ペタフロップス）に由来する。
総開発費1,120億円を投じ、2012年6月に完成、同年9月に共用稼働を開始。
TOP500で、2011年6月および2011年11月に1位になるが、完成直前の翌2012年6月には2位に、同年11月には3位に後退。この年1位の米タイタンは開発費が9,700万US$(約76.5億円)で17.59ペタフロップス。2013年6月に4位、2015年7月に4位となった。また2011年、2012年、2013年、2014年にHPCチャレンジ賞クラス1、2013年に日本初となるHPCチャレンジ賞クラス2を受賞。2011年、2012年にゴードン・ベル賞を受賞。2014年、2015年7月、11月、2016年7月、11月、2017年6月、11月、2018年6月、11月、2019年6月にGraph500で9期連続1位（通算10期）を獲得した。

## 概要

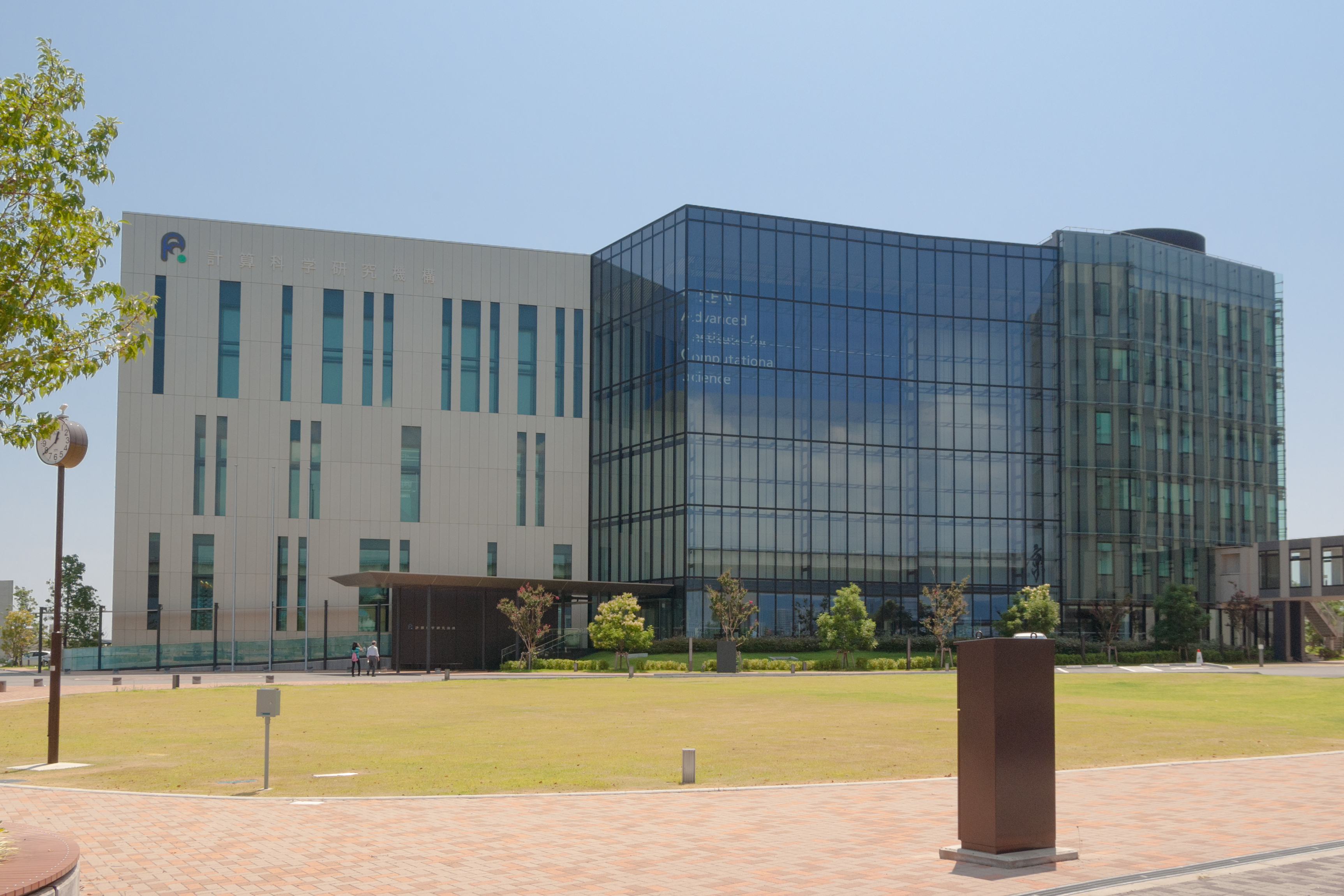
「京」が設置された理化学研究所計算科学研究機構（神戸市）

次世代スーパーコンピュータプロジェクトは、2005年に文部科学省と理化学研究所で開始され、2006年に国家プロジェクトとなった。プロジェクトの目的は、過去に世界最高性能を記録した数値風洞、CP-PACS、地球シミュレータに続くナショナル・リーダーシップ・スーパーコンピュータ(NLS)の構築、およびプロジェクトを通じた計算科学・計算機科学分野の人材育成である。今後5-10年の計算需要に基づき、性能目標のひとつとしてLINPACKベンチマークでの10ペタフロップス達成を掲げた。
「京」は特定分野に特化した専用機ではなく、幅広い用途に応用できる汎用計算機として設計された。当初はベクトル機とスカラ機からなる「複合型」を計画・開発していたが、2009年5月にベクトル機を担当していたNECおよび日立が撤退したことにより、スカラ型のみの構成に設計変更された。この結果、CPUに富士通が設計・開発したSPARCベースのSPARC64TM VIIIfxを採用し、Tofuと呼ばれる6次元メッシュ／トーラスのインターコネクトなど、富士通の技術を全面的に使用した計算機となった。その後、富士通は「京」のCPUをSPARC64TM IXfxに変更して性能を向上させた市販モデルのPRIMEHPC FX10を発表し、国内・海外に販売している。
なお、2009年11月の事業仕分けで事実上の凍結と判定されたことを機会として、各種の議論が行われたが、後に予算復活され、2012年6月に完成した。
開発中の2011年6月および2011年11月にTOP500で1位となり、2011年11月にHPCチャレンジ賞とゴードン・ベル賞を受賞した。また性能以外に安定性では、2011年11月のTOP500測定時に29時間28分の無故障動作を実測した。
ロゴは書道家の武田双雲によるもの。

## 終焉と後継機種
2019年8月16日に計算資源の共用を終了し、そして8月30日にシャットダウンされ、2012年9月の運用開始から7年の歴史に幕を降ろした。
スーパーコンピューターとして7年の稼働は他種のスパコンと比べてかなりの長寿に当たる。
その後、性能が100倍程度に向上した新しい「次世代のスーパーコンピュータ」富岳（ふがく）に置き換えられ、2021年3月に運用が開始された。

## 歴史
- 2005年
  - 文部科学省科学技術・学術審議会等に「政府の国家戦略として最先端の性能を持つスーパーコンピュータの研究開発を持続的に推進していくべき」との提言が提出された[32]。2005年10月、文部科学省のイニシアティブにより、開発主体の理化学研究所を中心にプロジェクトが開始した[33][34]。
- 2006年
  - 文部科学省による事前評価での
    - ターゲットの明確化
    - ベクトル部分の再検討
    - ソフトウェア開発
    - 開発体制の構築
    - 日本全体の計算資源の役割分担を含む中長期的な計画等の必要性についての指摘を受け、フォローアップを実施した[35]。

  - 9月、世界最高性能を目指した次世代スーパーコンピュータ・システムの概念設計が開始された[36]。概念設計段階では、それぞれの専門分野から技術を持ち寄り、要素技術の開発を行った。
    - ソフトウエア（OS、ミドルウェア、アプリケーションソフトウエア）等の設計・研究開発
    - ハードウエア（計算機システム及び超高速インターコネクション）の設計・研究開発
    - 先端計算科学技術センター（仮称）」の最適立地・運用に関する調査研究
- 2007年
  - 3月28日、神戸市中央区のポートアイランド内に立地されることが決定された[37]。
  - 4月9日、理化学研究所が21本のターゲットアプリケーションを選定した[38]。
  - 9月、ハードウェアの概念設計が完了した。日本のコンピュータ会社3社でベクトルとスカラ汎用複合システムを開発することが決定し、日本電気と日立製作所がベクトル型を、富士通がスカラ型の詳細設計をそれぞれ担当することになった[39]。
- 2009年
  - 3月、富士通が次期スパコン向けプロセッサSPARC64 VIIIfxの論理仕様書を公開した[40]。
  - 5月13日、富士通が世界最速128GFLOPSの性能を持つプロセッサの開発に成功したと発表した[41]。同日、日本電気が、製造段階における同社の開発費負担が100億円を超える見込みであり、過大であるとして、当プロジェクトからの事実上の撤退を表明した[42]。このため、日本電気との契約により本プロジェクトに参加していた日立製作所も同時に撤退[43]。これを受けて理化学研究所では、富士通との共同開発により、スカラ型単独で当初計画どおり2012年に世界最速のシステムを完成させることを決定した[44][45][46][47]。また翌2010年7月14日、NECに対して損害賠償を求める民事調停を東京地方裁判所に申し立てた[48]。
  - 7月22日、文部科学省が次世代スーパーコンピュータの戦略分野を決定した[49]。
  - 11月13日の行政刷新会議の「事業仕分け」で、当プロジェクトは「予算計上見送りに近い縮減」（事実上の凍結）と判定された[50][51][52]。
    - これに対して計算基礎科学コンソーシアムなどの科学技術関連団体が相次いで緊急声明を発表し[53]、11月25日には石井紫郎・江崎玲於奈・利根川進・森重文・野依良治・小林誠が緊急会見において懸念を表明した[54]。
    - また同日、理化学研究所の野依良治理事長は「先進各国が国家の威信をかけてスーパーコンピュータの開発にしのぎを削っている。一旦凍結すれば他国に追い抜かれる」とし、仕分けの流れを批判した[55]。
    - これに対して川端文部科学大臣は11月17日、鳩山内閣の方針は科学技術を重視するものとして予算確保を目指す方針を明らかにし[56]、また11月22日には菅直人副総理兼国家戦略担当大臣も、次世代スーパーコンピューターの開発事業費について「当然、見直すことになる」と述べ、日本国政府は廃止などの判定が相次いだ科学関連予算について、予算復活を認める方針を固めた[57]。
    - 12月9日、日本国政府は「必要な改善を行いつつ推進」と評価を見直した[58][59]。
    - 12月11日、文部科学省は当初の開発計画を変更し、世界一を目指す立場には固執せず、各地の大学が遠隔地からも研究に参加できるようネットワーク機能の強化を目指す方針を決めた[60]。
    - 12月16日の大臣折衝により、文部科学省の他の事業でも約50億円削減するほか、説明会などを開いて国民の理解を得ることを条件に、概算要求から約40億円減の約228億円が計上される見通しとなった[61]。
- 2010年
  - 1月28日、理化学研究所が「次世代スパコンについて知る集い」第1回会合を京都で開催[62]。3月2日に第2回会合が仙台、6月12日に第3回会合が東京、10月1日に第4回会合が神戸で開催された[63][64][65]。
  - 3月5日、文部科学省主催の「革新的ハイパフォーマンス・コンピューティング・インフラ（HPCI）フォーラム」が、また3月12日には情報処理学会主催のスパコンフォーラム「計算科学技術と次世代スーパーコンピューティング基盤」が東京で開催された[66][67]。
  - 4月12日、理化学研究所が次世代スーパーコンピュータの愛称募集を開始した[68]。1979件の応募をもとに、同年7月5日「京（けい）」と決定された[69]。
  - 4月28日、文部科学省がHPCIの構築に向けたグランドデザインに関する意見募集を開始した[70]。
  - 5月11日、文部科学省主催のHPCIの構築に向けた意見交換会が大阪で、また5月14日には東京で開催された[71]。
  - 5月27日、文部科学省がHPCIの構築を主導するコンソーシアムへの参画機関公募を開始した[72]。
  - 7月1日、理化学研究所が計算科学研究機構を設立した[73]。
  - 7月27日、理化学研究所は途中撤退したNECに対して、70億円の損害賠償を求める民事調停申立を行った。
  - 7月28日、文部科学省がHPCIの構築を主導するコンソーシアムの構成機関を決定した[74]。
  - 9月28日、文部科学省がHPCIの構築に関する意見募集を開始した。締切は2010年10月19日17:00であった[75]。同日、富士通が次世代スーパーコンピュータ「京」の第1号筐体を出荷した。石川県かほく市の富士通ITプロダクツにて、出荷セレモニーが開催された[76]。
  - 10月1日、理化学研究所が計算科学研究機構の設立記念式典を開催した[77]。次世代スーパーコンピューターの一部が報道陣に公開された。計算科学研究機構は同日より拠点を東京から神戸に移し、事務担当や技術者など約130人が設置や稼働の準備に当たった[78]。
- 2011年
  - 6月20日、整備途中段階の構成である672筐体（CPU数68,544個）の状態で28時間00分に渡りLINPACKベンチマークを実行した結果、8.162ペタフロップス、実行効率93.0%を達成したと発表した。これにより、TOP500の首位を獲得した[5]。
  - 11月2日、LINPACKベンチマークにおいて10.51ペタフロップス（毎秒1.051京回の浮動小数点演算）、実行効率93.2%（LINPACK結果10.51PFLOPS／理論効率11.28PFLOPS）を記録し、当初の性能目標を達成したと発表した。これは、最終構成である864筐体（CPU数88,128個）の搬入と据付を完了し、10月7〜8日にこれらの基本動作と設計性能を確認するために29時間28分間LINPACKベンチマーク・プログラムを走らせて計測した結果である[79]。
  - 11月7日、開発元の富士通は、「京」のSPARC64 VIIIfx（8コア）をベースにして性能を向上させたプロセッサSPARC64 IXfx（16コア）を搭載した新機種PRIMEHPC FX10の販売を開始した[80]。FX10では、1CPUあたりの価格を京と同程度、性能を約2倍としている。11月14日に、東京大学情報基盤センターに50ラック、理論性能1.13ペタフロップスの構成のPRIMEHPC FX10が納入される事が発表された[81]。
  - 11月15日、スパコンの総合的な性能を評価するHPCチャレンジベンチマークの実測結果により、2011年「HPCチャレンジ賞」の4部門全てで第1位を獲得[82]。
  - 12月22日、理化学研究所が開発途中で撤退したNECに対して70億円の損害賠償を求めて起こしていた裁判に対して、NECが理化学研究所に2億円払うことで和解した[83]。理化学研究所側は「満足したわけではないが裁判所の判断でやむを得ない」とコメントした。
- 2012年
  - 6月4日、理化学研究所が「京」より処理速度は劣るが「京」と同じプログラムを使えるスーパーコンピューターを2013年2月頃に理研和光研究所（埼玉県和光市）に設置し、無償開放すると発表した[84]。
  - 9月3日、文部科学省は「京」の利用可能資源の約50%を割り当てることにより、「京」を活用し、早期に画期的な成果の創出を目指す7件の優先課題を選定[85]。7つの優先課題は「心疾患のマルチスケール・マルチフィジックスシミュレーション」（東京大学）、「創薬応用シミュレーション」（東京大学）、「全原子シミュレーションによるウイルスの分子科学の展開（対象：小児マヒウイルスの感染機構）」（名古屋大学）、「密度汎関数法によるナノ構造の電子機能予測に関する研究（対象：シリコンナノワイヤー／シリコン上ゲルマニウムハットクラスター）」（東京大学）、「全球雲解像モデルによる延長予測可能性の研究」（東京大学）、「乱流の直接計算に基づく次世代流体設計システムの研究開発（対象：自動車、船舶、ポンプ水車）」（東京大学）、「ニュートリノ加熱による超新星爆発シミュレーション」（国立天文台）[85]。
  - 9月28日、学術・産業分野向けに本格共用稼働を開始[86][87]。トヨタ自動車・武田薬品工業・住友化学・竹中工務店・川崎重工業・富士フイルムなど25の企業・団体が産業利用枠で使用する。
- 2013年
  - 3月、「京」の処理能力の50%を割り当て、重点的に進められてきた7件の優先課題（2012年9月開始）が終了[88]。
  - 6月、スパコンのランキングGraph500にて4位[89]。
  - 8月2日、理化学研究所がドイツのユーリッヒ研究所と共同で京を使い、10兆個のシナプスで結合された神経回路のシミュレーションに成功[90]。
  - 9月20日、理化学研究所などの研究チームが「京」を利用し、これまでより超高解像度で地球全体の雲の動きをシミュレーションすることに世界で初めて成功したと発表[91]。全地球での大気シミュレーションは従来は3.5キロメートル四方が限界であったが、「京」を用いることで最高0.87キロメートル四方まで細かく大気の状況を再現することに成功した[91]。これにより台風発生を予測したり、地球温暖化予測の精度を上げたりするなどの成果が期待できる[91]。
  - 10月、本格稼働から1年がたち、「京」を使った100件以上の研究プロジェクトが進んでいる[92]。
  - 11月18日、スパコンの性能ランキングTOP500で前回と同じ4位[93]。
  - 11月19日、高度情報科学技術研究機構は2014年度の研究課題募集で応募が144件に上り、処理能力の2.5倍に達したと発表[94]。そのうち産業利用は42件で、前回の2012年度の募集の27件から1.6倍に伸びた[94]。最先端の研究成果を製薬や自動車などの開発に役立てる産業利用が前回から大幅に増加したことについて、高度情報科学技術研究機構神戸センターは「京の利用方法が認知され、産業界での活用が進んでいる」と分析している[94]。
  - 11月22日、スパコンの総合的な性能を評価するHPCチャレンジベンチマークの実測結果により、2013「HPCチャレンジ賞クラス1」の4部門のうち3部門で1位を獲得、京で使われているプログラミング言語が、優れた性能や使いやすさを競う「HPCチャレンジ賞クラス2」を受賞した[14][15]。「HPCチャレンジ賞クラス2」の受賞は初となる[14][15]。
  - 12月6日、理化学研究所は「京」を使って、大規模なシミュレーションやビッグデータでのデータ相関関係の解析などに必要な行列の固有値を高速で計算することに成功したと発表[95][96][97][98]。理研が開発したソフトウエア「アイゲンエクサ」を使うことで、世界最大規模の100万×100万の行列の固有値計算で、従来は1週間程度かかっていた処理時間を1時間に短縮した[95][96][97][98]。
- 2014年
  - 2月、東京大学の久田俊明特任教授と杉浦清了特任教授の共同研究チームは、「京」を用いて、ミオシン、アクチンの挙動を分子レベルで再現し、66万個の細胞にまとめて心臓全体を再構成することにより心臓の拍動を高精度に再現するシミュレーション技術を世界で初めて開発したと発表[99]。CTなどのデータを基に患者の心臓をシミュレーションし、計画では国内外の病院から患者のデータを東大に送ると、翌日には仮想的な心臓が完成し、これを基に患者に適した治療法を医師が選択できるようにする[99]。
  - 3月6日、岡山大学が「京」を用いて10万分子以上の大規模シミュレーションを実施することにより、メタンハイドレートが分解し、メタンが分離するメカニズムを解明することに成功したと発表[100]。
  - 4月11日、東京大学大学院理学系研究科の横山央明准教授、日本学術振興会海外特別研究員堀田英之らのチームが「京」を用いて、太陽内部の熱の対流構造を世界で最も細かく再現することに成功したと米天文学誌アストロフィジカル・ジャーナル電子版に発表[101]。2008年に米国チームが発表したものより6倍細かく、「メカニズムを解明し、太陽活動の変動を予測する第一歩になる」としている[101]。
  - 5月1日、山梨大学と東京大学地震研究所が2014年度から「京」を利用し、東海地震発生時の甲府盆地内の建物の詳細な被害想定を行う研究を開始すると発表[102][103][104]。地質や地下水の分布などの地下の3次元地盤構造情報を基に、建物一棟一棟の構造を踏まえた詳細なシミュレーションを実施し、盆地内にある20万戸の建物1軒ずつの倒壊予測などを算出する[102][103][104]。シミュレーションには20億〜30億のケースを分析する必要があるため「京」を用いる[102][103][104]。
  - 6月、スパコンのランキングGraph500にて、1位を獲得[105]。理化学研究所、東京工業大学、九州大学、ユニバーシティ・カレッジ・ダブリン、科学技術振興機構の合同チームによるアルゴリズム最適化によって、前年と比較して3倍以上に高速化した[106][107]。
  - 7月23日、理化学研究所が、天気予報シミュレーションの高精度化を目指し、「京」を使って、10240個のアンサンブルで3週間分という世界最大規模の「全球大気のアンサンブルデータ同化」に成功[108]。アンサンブル予報とは、風や気温などの時間変化を物理学の法則に基づきコンピュータで計算して将来の大気の状態を予測するシミュレーションを、並行して複数実行し、同等に確からしい「パラレルワールド」を作り、この平均やばらつきから、確率的な天気予報を行うもの[108]。従来は100個程度以下のアンサンブル（パラレルワールドの数）を用いていたが、今回、これを世界最大規模の10240個に増やした[108]。
  - 8月7日、東京大学と富士通、製薬会社の興和が、「京」を活用して、抗がん剤の候補物質を作製することに成功したと発表[109]。「IT創薬」と呼ばれる方法で、高い治療効果が見込める薬を効率的に作る新たな技術として注目される[109]。
  - 8月28日、京都大学基礎物理学研究所の木内建太特任助教らのグループが「京」を用いた数値シミュレーションによって、連星中性子星の磁場増幅機構の解明に成功[110][111]。
  - 11月11日、東京大学地震研究所のグループが、「京」を用いて表層地盤の振動とその上の建物の揺れを組み合わせた世界初の都市震災シミュレーションに成功したと発表[112]。
  - 11月17日、スパコンの性能ランキングTOP500で前回、前々回と同じ4位[113]。
  - 11月20日、スパコンの総合性能を評価するコンテスト「HPC チャレンジ」において、「京」が4部門ある「クラス1」の2部門で1位を獲得し、残る2部門で2位となった[114]。さらに、同コンテストの「クラス2」では「パフォーマンス賞」に選ばれた[114]。
  - 11月20日、アメリカニューオーリンズで開かれたスパコンの国際会議「SC14」で発表された、新提案のベンチマーク「HPCG」（High Performance Conjugate Gradients、conjugate gradients methods ＝ 共役勾配法。w:HPCG benchmarkを参照）2位となった[115]。粗行列の扱いが主になることから、密行列へのメモリアクセスが主に評価されがちだった従来のベンチマークとは逆に、疎なメモリアクセスやインターコネクトが重点的に評価されるようなベンチマークである。業界メディアなどは『スパコンの実用性を評価する新たな計算速度ランキング』とか『スパコンの性能評価では、単純計算の速度を測る「TOP500」が有名だが、スパコンの性能の多様化により、近年、これに代わる評価手法の開発が求められており「HPCG」は産業利用などでの実際の計算に近い評価手法で、計算だけでなく、データの転送や保存なども含めた総合的な速度を競うもの[115]。』などといったような書き方をしている。
  - 12月9日、物質・材料研究機構、ロンドン大学、ロンドンナノテクノロジーセンター（en:London Centre for Nanotechnology）からなる研究チームが、「京」や東京大学のスーパーコンピュータ 「FX10」などを用い、従来に比べ2桁以上多くの原子数を扱える大規模な第一原理シミュレーション手法の開発に成功したと発表[116]。
  - 12月22日、東京大学大学院工学系研究科物理工学専攻の三澤貴宏、今田正俊らのグループが、「京」を用い、計算機の中で鉄系高温超伝導体の超伝導を再現することに成功し、さらに超伝導が起きる仕組みも明らかにしたと「Nature Communications」に発表[117]。
- 2015年
  - 1月20日、独立行政法人海洋研究開発機構と東京大学大気海洋研究所の共同研究チームが、地球全体の雲の生成・消滅を詳細に計算できる全球雲システム解像モデル「ＮＩＣＡＭ」をスーパーコンピューター「京」で実行、シミュレーションし、約2週間先の台風発生予測が可能であることを実証したと発表[118]。
  - 2月27日、千葉大学、東京大学大学院、国立天文台のグループが「京」を活用したシミュレーションで、超新星残骸衝撃波をはじめとする様々な天体衝撃波で高エネルギーの電子を効率よく生成することができるメカニズムを明らかにしたと発表[119]。アメリカの科学雑誌「サイエンス」に掲載された[119]。
  - 3月4日、東北大学と富士通研究所がスーパーコンピューター「京」を使い、地震発生後約10分という短時間で、津波の浸水域を予測するシステムを開発したと発表[120]。
  - 5月1日、千葉大学、東京経済大学、愛媛大学、東京大学、文教大学からなる研究グループが、スーパーコンピュータ「京」と国立天文台の「アテルイ」を使って、宇宙構造形成の大規模シミュレーションを実施[121]。成果は『日本天文学会欧文研究報告』電子版に5月1日に掲載された[121]。宇宙初期から現在までの約138億年の間、ダークマターが作り出す宇宙の構造と、その進化過程を、従来よりも格段に良い精度で明らかにした[121]。
  - 6月11日、心臓の構造や機能の解説からシミュレーションの仕組みを説明し、「京」によって計算されたシミュレーションデータを正確に可視化した3DCG映像「マルチスケール・マルチフィジックス心臓シミュレータ」がSIGGRAPH 2015 BEST VISUALIZATION OR SIMULATIONを 受賞[122]。
  - 7月6日、住友ゴム工業が「京」を活用したタイヤ材料技術を2015年中に開発すると発表[123]。
  - 7月10日、名古屋大学の前山伸也らの研究グループが、「京」を用いた研究によって、核融合プラズマ中に存在する乱流間の相互作用のメカニズムを明らかにし、論文はアメリカの科学雑誌「Physical Review Letters」に掲載された[124]。
  - 7月13日、スパコンのランキングTOP500にて、4位を獲得[11]。
  - 7月14日、スパコンのランキングGraph500にて、1位を獲得[19]。
  - 10月21日、京都大学らのグループが「京」を用いて、成人T細胞白血病の遺伝子異常の全貌を解明することに成功したと発表[125][126]。
  - 11月18日、2期連続でGraph500で世界第1位を獲得[20]。
  - 12月17日、内閣府が公表した報告書「南海トラフ沿いの巨大地震による長周期地震動に関する報告書」の長周期地震動の計算に「京」が用いられた[127]。
- 2016年
  - 3月16日、理化学研究所が「京」の高精度電子状態計算によって、C60フラーレン分子と高次フラーレン分子の生成熱を世界最高の精度で理論予測したと発表[128]。
  - 3月25日、千葉大学大学院理学研究科堀田英之特任助教らの国際チームが、「京」を使った超高解像度計算により、太陽活動11年周期を作るような大規模な磁場構造を生成・維持するメカニズムを世界で初めて解明したと発表[129]。本研究成果は、米科学誌『Science』（25 March 2016, VOL. 351）に掲載された[129]。
  - 5月24日、京都大学と東京大学の共同研究チームが「京」を利用し、がん細胞の遺伝子の特定領域に異常があると、体の免疫の攻撃力が低下するという仕組みの一端を解明したと発表[130]。本研究成果は、米科学誌『Science』(2016年5月24日電子版)に掲載された[130]。
  - 5月25日、理化学研究所、東京大学、九州大学、国立環境研究所の共同研究グループが「京」を用いた超高解像度シミュレーションにより、気候変動に大きな影響を与える粒子状の大気汚染物質である「すす（黒色炭素）」の北極域への輸送メカニズムを解明したと発表[131][132]。すすは地球温暖化の原因の一つで、本研究成果により地球全体での高精度な気候変動予測につながる可能性がある[132]。
  - 6月20日、スパコンのランキングTOP500にて、5位を獲得[133]。
  - 7月13日、スパコンのランキングGraph500にて、1位を獲得[134][135]。3期連続の1位となる[134][135]。
  - 11月14日、スパコンランキングTOP500においてOakforest-PACSに抜かれ、2011年から維持していた国内1位の座から陥落した[136]。
  - 11月16日、この日発表されたTOP500において、TOP500（HPLベンチマーク）で7位、Graph500ベンチマークで1位、HPCGベンチマークで1位だった。マスコミは『スーパーコンピューターの性能の世界ランキングのうち実用性を評価する指標「HPCG」について、「京」が初めて世界１位を獲得』[137]、『2016年下半期のスパコン性能ランキングで「京」は計算速度を競う「TOP500」で7位、ビッグデータの解析性能を競う「Graph500」で1位、アプリケーションを使う際の処理速度を競う「HPCG」で1位という結果となった』[137] などと報じた。
- 2017年
  - 6月23日、「京」がGraph500において5期連続で世界1位を獲得[21]。
  - 9月14日、海洋研究開発機構と東京大学大気海洋研究所の研究チームが地球温暖化が将来進むと、発達した台風の強風域が現代より拡大することを「京」を使ったシミュレーションで証明した[138][139]。同研究は米国気象学会が発行する気候学の専門誌「Journal of Climate」オンライン版に掲載された[140]。
  - 10月5日、理化学研究所が「京」を用いてペロブスカイト太陽電池の新素材の候補を発見したと発表した[141]。
- 2018年
  - 1月18日、理化学研究所と気象庁気象研究所などは気象衛星「ひまわり8号」による雲の観測データを「京」に取り込み、台風の急速な発達や豪雨発生を高精度に予測する技術を開発したと発表した[142][143]。
  - 3月19日、理化学研究所と横浜市立大学などと共同でグループは、「京」を使って、細胞の膜にあるたんぱく質が薬剤を外に出す仕組みを解析したと発表[144]。
  - 3月26日、理化学研究所がスパコン「京」を使って、ヒトの脳全体シミュレーションを可能にするアルゴリズムを開発したと発表[145]。
  - 6月29日、「京」がGraph500で7期連続1位を獲得した[146]。
  - 11月14日、「京」がGraph500で8期連続1位を獲得した[22]。
- 2019年
  - 6月19日、「京」がGraph500で9期連続1位を獲得した[24]。計算速度を競う「トップ500」では20位だったが、複雑なデータ処理では、依然世界最高レベルであることを示し、“有終の美”を飾った[24]。
  - 8月16日、計算資源の共用を終了[147][148]。
  - 8月30日、シャットダウン[149][150][151]。
  - 11月5日、計算機や「京」と書かれた化粧パネル、CPU、メモリーなどが搭載されたシステムボードなどの「京」の部品が、東京理科大学、信州大学、名古屋市科学館、愛媛県総合科学博物館など全国の大学や科学館計13施設に寄贈されることになり、その贈呈式が理化学研究所計算科学研究センターで行われた[152][153]。
- 2020年
  - 理化学研究所へ一定額寄付をした人のうち1000名限定で京で実物に使われたCPUが贈呈された。贈呈されるCPUには0から1000までのナンバーが刻印されている。なお贈呈時の箱には実際に使われていたCPUを証明する証明書と仕様及び京での使用目的が書かれた用紙とオークションなどでの転売を禁止する警告文が同封されている[154]。

## 費用
2009年度の予定では、構築費は約1120億円（1020億円の国費と100億円の民間資金持出額）、また運用費は年額80億円（電力代22-29億円、計算機等保守費23-32億円、運営費12.6億円、その他保守費14-17億円）であった。
2012年9月の本格稼働後の報道では、京の開発費は総額1120億円で、うち665億円が富士通による演算装置の開発に投入され、富士通は演算装置の核となる半導体チップ開発用に三重工場に製造設備を新設した。しかし京稼働後の富士通のスーパーコンピュータ新製品ではチップ生産は台湾メーカーに委託し、三重工場は売却予定で、今後は製造ではなく設計に専念する。また開発過程の損失では、理研は撤退したNECに支払った70億円の返還を求めたが、民事調停による返還は2億円であった。運用終了後の再利用についても検討されたが、一式運用となると年間100億円、分割しての最小構成における運用であっても移送費や年間1億円の費用が掛かる事から断念した。
時期・用途・構成などは異なるが、他の主なスーパーコンピュータとの単純比較は下表の通り。
| システム名               | 構築費 （億円） | 運用費 （億円/年） | 性能 （LINPACK TFLOPS） | 備考                        |
| ------------------------ | --------------- | ------------------ | ----------------------- | --------------------------- |
| 京                       | 1120            | 80                 | 10,000                  | 2011/6 - 2011/12 TOP500 1位 |
| セコイア                 | 200以下         | -                  | 16,320                  | 2012/6 TOP500 1位           |
| Tianhe-I                 | 71              | 16                 | 2,566                   | 2010/11 - 2011/6 TOP500 1位 |
| TSUBAME2.0（2010年時点） | 34              | 2                  | 1,192                   | 2010/11 - 2011/6 TOP500 4位 |
| Roadrunner               | 118             | -                  | 1,375                   | 2008/6 - 2009/11 TOP500 1位 |
| Blue Gene/L              | 90              | -                  | 596                     | 2004/11 - 2008/6 TOP500 1位 |
| 地球シミュレータ（当初） | 600             | 50                 | 35.86                   | 2002/6 - 2004/6 TOP500 1位  |

なお学生数、大学数、国家規模や研究規模が異なるため単純比較はできないが、米国のスーパーコンピュータ関連の国家予算は2008年度時点で年間約1500億円である。また日本の主要大学・公的研究機関の同予算は、事前評価が行われた2005年度時点で約260億円である。

## 議論

### 初期の議論
2007年にエコノミストの池田信夫は、プロジェクトの目的が「世界一を取り返す」になっていること、「時代遅れ」のベクトル型を採用していること（最終的にはスカラ型になった）、巨額のプロジェクトがITゼネコン3社と随意契約されたことなどを背景に、「時代錯誤の大艦巨砲プロジェクトで効率が悪い」「スパコンの名を借りた公共事業」「『新たにCPUから作る』という計画が、ムーアの法則を無視した愚かな発想」と批判した。

### 事業仕分けでの議論
2009年11月13日には「事業仕分け」で、当プロジェクトは「予算計上見送りに近い縮減」（事実上の凍結）と判定されたが、この際の両者の主な主張は以下であった。
- 文部科学省側の配布資料
  - 高速･高精度シミュレーションによる科学技術の飛躍的進展（例：省エネ半導体の開発、ウイルス挙動解析で創薬）
  - 国家に必要な最先端IT技術の獲得（例：超微細半導体プロセスなど）
  - 気候変動問題解決への貢献（地球温暖化問題対策の立案に不可欠）
  - 産業競争力強化（経済効果 3.4兆円、効果事例 8400億円、基本特許獲得 4300億円）
- 評価者（仕分け人）側の評価コメント
  - 10ペタスパコン開発が自己目的化している。大事なのはスパコンを生かして、どのような政策効果を出していくか。
  - ハード（ウェア）の戦いではなく、ソフト（ウェア）の戦いをするべき。
  - 科学技術の必要性、重要性は理解できるが、世界一のみを目指す時代ではない。
  - ベクトル、スカラの選択も、総括が不十分。NEC（ベクトル型）の撤退理由も調査して見直しすべき。
  - スパコンの国家戦略を再構築すべき。現状はスパコンの巨艦巨砲主義に陥っていないか。日米共同なども模索すべき。

なお理化学研究所の平尾公彦副本部長（前東京大学副学長）は、「国民に夢を与える、あるいは世界一を取ることによって夢を与えることが、実は非常に大きなこのプロジェクトの一つの目的でもあります」と述べた。

### 事業仕分け後の議論
事業仕分けを契機に、以下を含めた多数の発言や議論が行われた（直後の発言は歴史を参照）。
- GRAPEなどの多体問題専用計算機で有名な国立天文台教授の牧野淳一郎は、「メモリバンド幅やネットワーク性能とか色々考えても、高々10Pflopsに1100億は2012年の数字としては高価にすぎる」、「性能当りで（コストが）高い、ということが日本の計算科学の将来に明らかな悪影響をもつ」と批判した[166]。
- 汎用パーツを用いることにより、わずか3800万円でこれまで国内最速であった「地球シミュレータ2」を超える多体問題専用スパコンのDEGIMAを開発した長崎大工学部テニュアトラック助教の濱田剛は、地球シミュレータや京速などの巨費を投じたスパコンの開発方針について「素直にいいとは言えない。方向性が逆」と述べており、スパコン開発はコストパフォーマンスを重視して行われるべきとの見解を示した[167]。
- 2009年12月18日、「仕分け人」でもあった東京大学教授の金田康正は、「国策スパコン自体には期待しているのだが、現状のスパコン事業のやり方には到底賛成しかねる」と発言した[168]。

## 詳細
2002年度には、既に関連要素技術の先行研究開発が開始されており、それらは次の通り。

### ソフトウエア系
| PHASE   | 大テーマ                                                   | 時期           | テーマ                                                         | 目的の詳細 | 課題 | 備考 |
| ------- | ---------------------------------------------------------- | -------------- | -------------------------------------------------------------- | --- | --- | --- |
| PHASE_1 | グリッドミドルウェア                                       | 2003〜2010年度 | 遠隔利用と外部接続支援                                         | 各地に散在するHPC間の連携基盤の提供。 | 個別に構築されたシステム間の連携（効率とバランスの考慮） | 一部は、既にSuperSINETやTSUBAME、Super Cluster、Bio Grid等で実現済み。今後、国際連携に向けた国際標準化等の様々な課題解決に向けた実験や検証計画の方向性とコンセンサスの生成が必要。 |
| PHASE_2 | 異機種統合ソフトウエア                                     | 2006〜2010年度 | 異なるアーキテクチャーのシステムを統合するフレームワークの開発 | 各地に散在する実験装置、データベース、スーパーコンピュータをどこからでも活用可能なユビキタス研究開発環境の構築。 | アーキテクチャーの違うコンピュータ群を接続するための、共通ライブラリ等の構築 | 米国にて構築中のNLS等との間でも情報交換を進めている。将来的には、三極全体で相互利用可能な環境を目指している。                                                                      |
| PHASE_3 | グランドチャレンジアプリケーション（NAREGI）               | 2003〜2010年度 | 次世代ナノ統合シミュレーションの研究開発                       | 次世代ナノ統合シミュレーションとは、ナノ新材料・新機能（新半導体材料等）を創出するなど、最先端の知的ものづくりを支援するために、ナノ材料系全体シミュレーション基盤ソフトウエアの研究開発を行う。                                                                                 | ナノ材料の物理的特性を生かしたシミュレーションソフトウエアの開発。材料工学、量子力学等の分野の学際連携                                                                                   | 新半導体材料のみならず、生体機能分子や様々な産業用機能分子等のシミュレーション技術が望まれている。なぜならば、これらの素材が新しい産業に与える影響が大きいためである。             |
| PHASE_3 | グランドチャレンジアプリケーション（NAREGI）               | 2006〜2012年度 | 次世代生命体統合シミュレーションの研究開発                     | 次世代生命体統合シミュレーションとは、テーラメイド医療・創薬等を実現するために、遺伝子レベルからたんぱく質レベル、さらには細胞レベル、そして臓器機能レベルに至るまで人体スケールの個々の要素から全体に至るまで人間系を最適に解析可能な総合シミュレーション基盤の研究開発を行う。 | ゲノム工学からたんぱく質工学へ、さらにその先にある機能工学を目指した研究 | ゲノム創薬や高度な外科手術（遠隔手術）、遠隔診断等を支援するソフトウエア開発。さらには、人体の構成要素全体をシミュレーションする統合シミュレーション環境の構築。                   |
| PHASE_4 | マルチスケール・マルチフィジックス系全体のシミュレーション | 2005〜2007年度 | 革新的シミュレーションソフトウエアの研究開発                   | 連続体や離散系にかかわらずスケールの異なる物理現象を対象とした、統一したシミュレーション環境とフレームワークを開発することが目標。 | 各スケール毎に最適化された、境界解析手法、熱力学解析等を組み込んだライブラリ群と、それを活用するためのツール群                                                                           | ナノテクノロジー分野、エンジニアリング分野、ライフサイエンス分野、防災分野等である。この成果は、事業化も視野にいれて最終段階に向けて基礎研究が終わろうとしている。                 |
| PHASE_4 | マルチスケール・マルチフィジックス系全体のシミュレーション | 2006〜2011年度 | 次世代高精度・高分解能シミュレーションの開発                   | 複数の現象が相互に影響しあうようなマルチスケール・マルチフィジックス現象の解析を実現する効率的な計算手順を確立し、複雑な工業製品の設計・開発などの先端シミュレーション技術の開発が目的。                                                                                         | アット・スケール、フェムト・スケール、ナノスケールからメートル・スケール、天文単位、パーセク・スケール、メガ・パーセクスケールまで、観測・観察データとの整合性を取るモデル計算手法の開発 | 理学・工学・医科学等の理科学全体の学際研究分野。 |

- ^ナノ分野における最大の課題は、目的もしくは目標とする機能を得るために、どのような構造が一番望ましいのかを見つけるための試行錯誤を減らすためのシミュレーションである。なぜならば、これまでこの分野においては、機能と構造の間の相関関係から見出すのではなく、ヒューリスティック（試行錯誤的）な方法によって新しい分子構造が見出されてきたためである。
- ^天文学や物理学分野からの課題としては、現在進められているALMAプロジェクトや重力波検出、さらには、次世代核融合実証炉等における炉設計、高エネルギー物理学分野においては、次世代加速器の内部反応予測シミュレーション、地球科学分野における様々な可視化シミュレーション（具体的には断層モデルの可視化等）、気象学的には中長期予報のためのシミュレーション分野の拡充等が要望として上がってきている。宇宙航空分野においては、人工衛星の機能設計や国際宇宙ステーションにおけるシミュレーション、将来の月への基地建設、有人火星探査におけるリスクシミュレーション等の分野からの要望も生じている。
- ^マルチスケール・マルチフィジックス現象とは、例えばトンネル効果のようにある閾値を超えた箇所において、それまで絶縁体であったものが、突然導体に変わる等の現象を指す。自然現象では良く見られ、雪崩、超伝導、相転移、カオス現象などが例として挙げられる。

### ハードウェア系
| PHASE   | 大テーマ                                                 | 時期           | テーマ | 目的の詳細 | 課題 | 備考 |
| ------- | -------------------------------------------------------- | -------------- | --- | --- | --- | --- |
| PHASE_1 | 次世代HPC用ハードウェア研究開発                          | 2005〜2007年度 | システムインターコネクト技術の研究開発                                                                                    | 大型システム内の内部結合をより高速により効率的に行う仕組みであるインターコネクト技術において、次世代HPCにて使用可能なレベルまでのより高速化と省電力化を目標とする。 | スカラ分散、ベクトル分散型にかかわらず、相互に接続されたシステム全体のデータ通信の最適化及び半導体設計・製造技術の確立 | 同期設計の場合、半導体のダイ（パッケージを含めるとチップ）や半導体を乗せる基板の設計は、光の速度に依存するクロック数を上げると、その大きさをより極小化しなければならないという問題があり、これを克服するために、電子の高速移動が可能な半導体の開発と光技術の活用等が求められている。                 |
| PHASE_1 | 次世代HPC用ハードウェア研究開発                          | 2005〜2007年度 | 内部結合IP化による実効効率最適化方式                                                                                      | システム内部の機能要素にIPアドレスを与え、それぞれの機能要素のリソースをモニタリングすることによって、最適なジョブ分割を行いスレッドを機能要素に送り込む技術の開発。 | ダイナミックアルゴリズムやスタティックデータフロー技術の確立                                                           | IPv6やダイナミックIP等の技術が活用される予定。 |
| PHASE_1 | 次世代HPC用ハードウェア研究開発                          | 2005〜2007年度 | 低電力高速デバイス・回路技術・論理方式                                                                                    | 将来予測される45nmプロセスの半導体を実現するために必要な技術開発を行うことが目的。 | 安定した3次元集積回路や45nmプロセスを達成するために必要とされる、半導体製造技術の確立                                  | ポストシリコン、非同期設計等の基礎的研究開発を進めることが重要であるとの認識から研究開発が進められている。なお、一部の研究開発はCOEプログラムとして採択済み。 |
| PHASE_1 | 次世代HPC用ハードウェア研究開発                          | 2005〜2007年度 | CPU・メモリ間光配線技術                                                                                                   | 将来予測される量子コンピュータや既存のコンピュータのCPUとメモリ間において、直接光結合を行うことによって、帯域損失の少ない高速の通信を可能にする光インターコネクション技術開発を行うことが目標。 | PE内部に光インターコネクションを設けるための設計・製造技術の確立                                                       | コンピュータを小型化する事は、省電力性向上と高性能化を図るには必須であり、配線を減らすための光インターコネクション技術の研究開発が行われている。 |
| PHASE_2 | 通信・演算情報の爆発的増大に備える超低消費電力技術の創出 | 2005〜2011年度 | 次世代の汎用高速計算機構築に向けて、消費電力あたりの処理性能を100倍から1000倍にする超低消費電力技術の確立のための基礎研究 | 既存の技術においてもトランジスター数で2.5億を超えており、将来は3億から6億にも達する。この時、半導体の温度がベース材料の融点に達する予測もある。この過酷な条件を乗り越え、次世代の計算機技術である新たな素子製造基盤を確立するための超薄膜半導体デバイスや光量子デバイス、さらには高温超伝導を含む新規デバイス構築技術の確立が目標とされる。 | 新規デバイス技術。現在、有力視されているのは、高温超伝導、ポストシリコン。量子コンピューターは、次次世代以降の確立予定 | このテーマでは、現在進められているシミュレーション技術、半導体プロセス技術、高温超伝導技術等の多観点から研究開発を行い、超低消費電力デバイスの研究開発が行われる予定。なお、薄膜超伝導や量子干渉素子等で培われた超微細構造加工技術や量子状態を観測できる量子ホログラフィック顕微鏡等も活用する予定。 |

- ^機能要素とは、CPU及びローカルメモリを含めた機能単位のこと。これをPE（Processor Element）と呼ぶ。なお、GRAPEシリーズ、Transputer、コネクションマシーン等の設計で行われたローカルメモリを含まない純粋なPEも存在すれば、PACSシリーズやBlue Geneのようなローカルメモリを含むPEも存在する。（ローカルメモリ：CPU等に内蔵されたキャッシュメモリとは異なる一般的メモリのこと）
- ^ポストシリコンとは、カーボンナノチューブトランジスタやナノワイヤレストランジスタなどのことを指す。将来的は、高温超伝導素子等もあげられるが、周辺技術も含めて未完成のため、将来の課題となっている。
- ^回路技術として同期・非同期混在設計などが挙げられている。これらの回路技術とソフトウエア技術（コンパイラ等）を上手に組み合わせることが課題。

### 全体スケジュール
下表は2006年初頭時点の予定表である。
| PHASE                | 時期           | 項目                                                        | 備考 |
| -------------------- | -------------- | ----------------------------------------------------------- | --- |
| 設計                 | 2006〜2007年度 | ユーザーヒアリング、性能見積、ハードウエアの仕様検討        | 仕様項目の洗い出し、目標性能を達成するための性能見積もり、複数のハードウエアの仕様検討 |
| 実装技術の製造と評価 | 2008〜2009年度 | 回路設計、LSI化、基板製作、試作機組み立て、評価             | 開発ベンダーの選定、回路設計、試作機（最高性能の10%〜50%程度の機種構築）の構築 |
| 実機製作             | 2009〜2010年度 | システム全体の製作、特定処理計算加速部の完成→性能評価       | 試作機を元にした特定処理計算加速部の完成、LINPACKによる性能評価 |
| システム強化         | 2011〜2012年度 | 大規模計算処理部と逐次処理計算処理部のシステム強化→総合評価 | 試作機において製作した大規模計算処理部と逐次処理部（現在の予定ではベクトル型とスカラ型混在の見込み。大規模ベクトル型と大規模スカラ型の混在に関しては技術的挑戦となるため、ベンダー間での調整が行われると思われる）のPE数を増やすことで、システムの強化を行う（数値風洞シミュレータと同じ手法）。この頃までには新たな性能評価の指標値における議論が決するため、新基準に基づく性能評価を行う予定 |

- ^特定処理計算加速部とは、ある特定のアルゴリズムをハードウエアに置き換えることによって、演算効率を上げる仕組みのこと。具体的には、計算要素をPE連鎖によるパイプラインに置き換えることで、計算処理を加速させる計算処理装置のこと。
- ^大規模計算処理部とは、これまで通りの大規模スカラ演算が可能な計算処理装置のこと。よって、この部分に関しては、仮想ベクトル処理が行われる予定である。
- ^逐次計算処理部とは、リアルタイム計算を可能にする計算処理装置のこと。特に、ハードウエア・コンテキストスイッチ等の処理を高速化することによって、スカラ型計算の効率を高め、通常の計算処理を行う計算機構のこと。
- ^ベクトル・スカラ混在型の場合には、浮動小数点計算部と10進計算部の結合型では例がある。スーパーコンピュータ技術史にも記載があるように、スーパーコンピュータは、浮動小数点部を独立させ、計算サービスを行う専用プロセッサとして提供されてきた経緯から踏まえても普通のことである。しかしながら、浮動小数点専用機単体として、ベクトル・スカラ混在型の設計は数多くの解決するべき課題に直面すると思われる（特にソフトウエア開発や相互システムを繋ぐネットワーク等に関して）。アーキテクチャの異なるコンピュータを同期させるためには、マスタークロックを用いる方法が主流になると思われる。また、システム間での協調システムとして、非同期設計技術が用いられるものと思われる。

以後は歴史を参照。

## ハードウェアの構成
- 全体構成[170][171][172]
  - 全体で864ラックからなる。
  - CPU数は88,128個 （864ラック×102ノード×1CPU）
- ラック
  - 1ラックあたり102ノード。1ノード、1CPU。
  - 24枚のシステムボード
  - IO用システムボード
  - 磁気ディスク
  - 電源
- CPU
  - SPARC 64 VIIIfx
  - 8コア、L2 6MBを共有
  - 2GHz
  - プロセスルールは45nm
  - 128GFLOPS/CPU
    - 例えば、インテルだと、Xeon E5-2650（2GHz）と同じ

  - 58W
  - 水冷
  - 1CPUあたり構築費127万円、運用費9万円/年
- メモリ
  - DDR3 SDRAM
  - メモリ帯域は、64GB/s
  - メモリコントローラはCPU内蔵
- インターコネクトコントローラ
  - ノード間を100GB/sで接続
    - 100GB/s=5GB/s×10接続×2（送信+受信）

  - Remote Direct Memory Access エンジンを4つ
  - 遅延は100ns
  - チップは312.5MHzで動作
  - 6次元メッシュ/トーラス構造でノード間を接続
- OSはLinux
- ファイルシステムは Lustre
  - Open MPI

### PRIMEHPC FX10
富士通の一般販売商品は PRIMEHPC FX10で、2011年11月7日に販売開始、2012年1月より出荷。京との比較で、値段据え置きで、CPUの性能が2倍弱速くなった。
- ラック
  - 96ノード
  - 1/8〜1024ラックで販売。価格は50ラック程度で50〜70億円。1CPUあたり100万円強。
- CPU
  - SPARC64 IXfx
  - 16コア
  - 1.650GHzまたは1.848GHz
  - 211.2GFLOPSまたは236.544GFLOPS
  - 110W
  - 水冷
- メモリ
  - 1CPUあたり32GBまたは64GB
  - メモリ帯域 85GB/s。DDR3-1333×8チャンネル[175]．

### PRIMEHPC FX100
FX10 の後継機種である。

## 設備

### 収容建屋
建屋は、計算機棟・研究棟、熱源機械棟、特高施設棟の4棟からなり、設計は日建設計、施工は大林組で2010年に竣工。計算機・研究棟は1体構成となっており、1.5tもの計算機筐体が864台から構成され、計算機室は床耐荷重を確保した上で60m*50mの無柱空間(3000m2)が確保されている。
| 棟       | 計算機棟            | 研究棟              | 熱源機械棟 | 特高施設棟 |
| 構造     | 鉄骨 地上6階地下1階 | 鉄骨 地上3階地下1階 | RC 地上2階 | Rc 地上2階 |
| 建築面積 | 1800m2              | 4300m2              | 1900m2     | 200m2      |

### 再利用の模索
多額の開発費が仕分け会議で指摘されたこと、稼働停止直前の段階でも日本屈指の性能を有していたことから、京の再利用も模索された。しかし、最低の構成単位に分割しても冷却装置などの新設が必要となり移設費用に6000万円、年間の維持費に1億円以上掛かるうえ、今後のメンテナンスも望めなくなることから実現は困難と判断されている。

## 周辺の変化
2011年7月1日、計算科学機構の最寄駅にあたる神戸新交通のポートアイランド線「ポートアイランド南駅」（2006年2月2日開業）が、「京コンピュータ前駅」に改称された。しかし、京の運用停止を受け、2021年6月19日に駅名は「計算科学センター駅（神戸どうぶつ王国・「富岳」前）」に変更された。